# Autostrada A8 (Niemcy)
Autostrada A8 (niem. Bundesautobahn 8 (BAB 8) także Autobahn 8 (A8)) – autostrada w Niemczech przebiegająca od granicy Niemiec z Luksemburgiem w Perl przez Merzig, Saarlouis, Neunkirchen, Zweibrücken do Pirmasens następnie od Karlsruhe przez Pforzheim, Leonberg, Stuttgart, Ulm, Augsburg do München-Obermenzing, gdzie bezpośrednio przechodzi w sieć dróg miasta München oraz dzięki obwodnicy Monachium (A99) bezpośrednio łączy się z trzecim odcinkiem, biegnącym od München-Ramersdorf przez Dreieck Inntal i Chiemsee do austriackiej granicy w Salzburgu (niegdyś przejście graniczne Walserberg).
Brakujący fragment autostrady prowadzący przez Las Palatynacki (niem. Pfälzerwald) do Karlsruhe-Ettlingen nie został wybudowany. Alternatywnie może być jednak zastąpiony przez drogę krajową B10 (po 2 pasy ruchu w każdym kierunku) wraz z drugim mostem reńskim (Rheinbrücke Maximiliansau/Karlsruhe) i północną drogą styczną miasta Karlsruhe.

## Opis

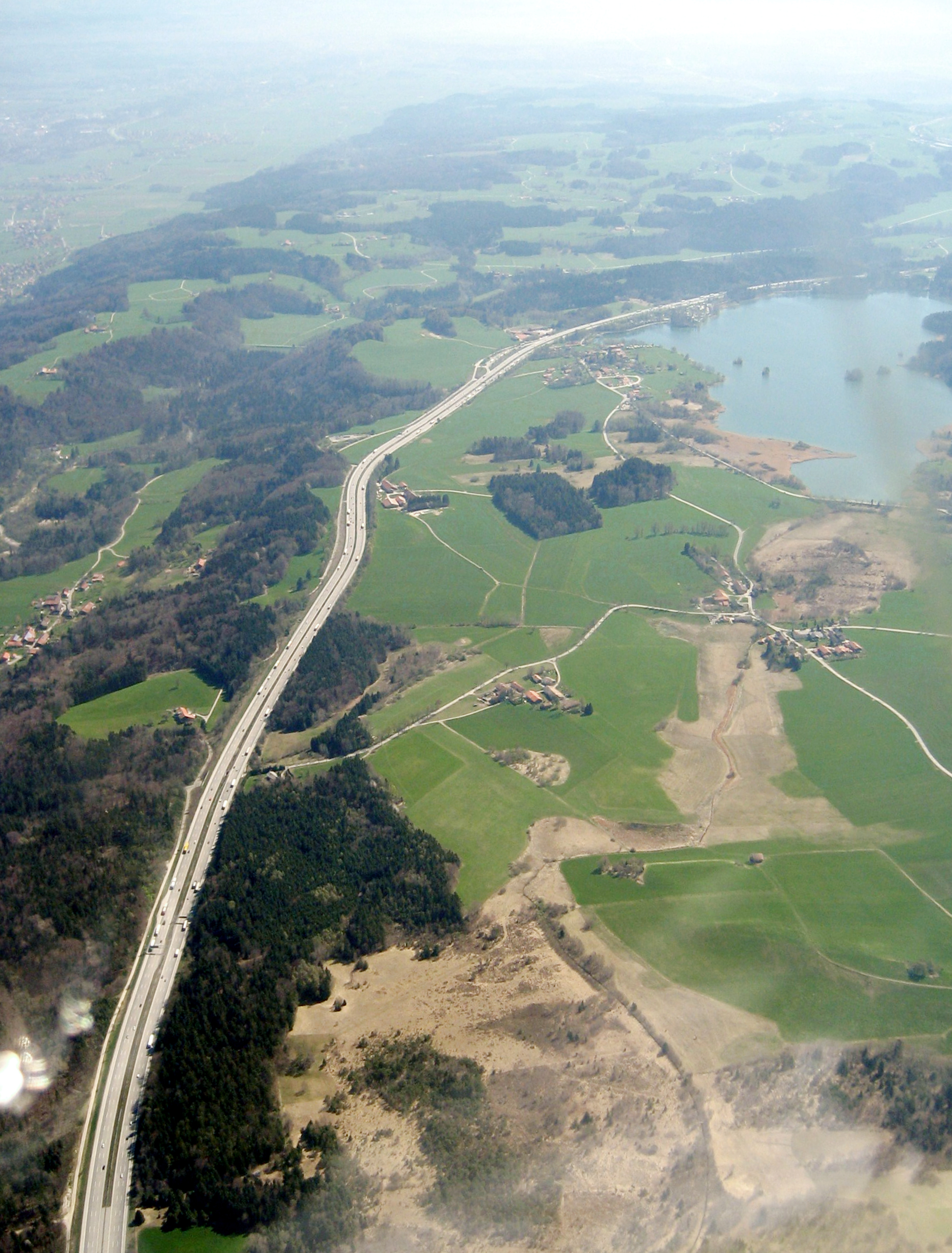
A8 w pobliżu jeziora Seehamer See, 40km na południowy wschód od Monachium

Autostrada A8 jest jednym z najważniejszych połączeń drogowych, prowadzących z zachodu na wschód Niemiec, jak i jednym z najważniejszych połączeń w Europie Środkowej (Francja – Austria). Jej obecność spowodowała zaniechanie budowy większości trasy autostrady A98, planowanej na północnych obrzeżach Alp.
Jednocześnie uznawana jest za jedną z najniebezpieczniejszych i najbardziej zatłoczonych autostrad w Niemczech. Częściowo spowodowane jest to bardzo dużym natężeniem ruchu, częściowo brakiem dostatecznej infrastruktury autostradowej (parkingi, WC, zajazdy) ale przede wszystkim też wiekiem A8.
Szczególnie zimą i w sezonie urlopowym tworzą się korki na wzgórzach północnego Schwarzwaldu, na wzniesieniach w kierunku Jury Szwabskiej, między skrzyżowaniem autostrad Ulm-Elchingen a węzłem Dreieck München-Eschenried jak i na całym odcinku między Kreuz München-Süd a granicą państwową w Salzburgu, w szczególności na Irschenbergu.
Duże odcinki A8, w szczególności w Bawarii, wskazują jeszcze na pierwotny stan z lat 30 XX wieku, tzn. bez pasa awaryjnego, bez parkingów. Brak pasów, na których można by było przyspieszyć powoduje, że ciężarówki poruszają się na tych odcinkach z minimalnymi prędkościami (w szczególności na górskich fragmentach A8).
W Kraju Saary (niem. Saarland) autostrada A8 przebiega w pobliżu gminy Heusweiler, bezpośrednio obok rozgłośni radiowej Saarländische Rundfunk, nadającej na falach średnich (nadawca emituje jednak program radia Deutschlandfunk). W celu uniknięcia zakłóceń i zabezpieczenia elektroniki aut tamtędy przejeżdżających, nad autostradą rozciągnięto w tym miejscu specjalną drucianą siatkę.
16-kilometrowej długości odcinek między wyjazdem Aichelberg a Hohenstadt (nazywany tutaj Albaufstieg), przebiegający przez miasto Wiesensteig i najmniejszą gminę regionu Drackenstein, pokonuje różnicę wysokości wynoszącą 380 metrów. O ile jezdnia biegnąca od Monachium przechodzi przez 60-metrowej długości tunel Nasenfelstunnel, o tyle ta sama autostrada ale biegnąca od Stuttgartu przebiega przez tunel Lämmerbuckeltunnel o długości 624 metrów.
Odcinek na obszarze gminy Aichelberg był do czasu swojej rozbudowy oznaczany jako czarny punkt. Na bardzo stromym (jak na autostradę) odcinku, zawierającym kilka ostrych zakrętów, często dochodziło do ciężkich wypadków z udziałem ciężarówek, które w tym miejscu nie mogły praktycznie już hamować. Sytuacja poprawiła się, gdy rozbudowano A8 o trzeci pas ruchu, zniwelowano niektóre wzniesienia oraz powiększono znacznie łuki zakrętów. Mimo podjętych działań budowlanych, zmierzających do zniwelowania wzniesień i pochyłości, odcinek należy nadal do ponadprzeciętnie niebezpiecznych.

## Historia
Pierwszego uderzenia łopatą pod budowę dzisiejszej A8 dokonał 21 marca 1934 roku na odcinku Monachium – Salzburg w Unterhaching sam Adolf Hitler. Była to główna impreza otwarcia programu pracy dla wszystkich (niem. Arbeitsschlacht [bitwa pracy]). Równocześnie z Unterhaching podobnych aktów erekcyjnych dokonano w 22 innych miejscach Rzeszy Niemieckiej w ramach planu budowy Autostrad Rzeszy (Reichsautobahnen). Prace przygotowawcze rozpoczęły się jednak już 1 września 1933 roku wraz z przygotowaniem objazdu „górnego” Monachium. Odcinek autostrady Karlsruhe – Salzburg został ukończony za czasów III Rzeszy. W ostatnich dniach II wojny światowej Wehrmacht wysadził większość mostów autostradowych, jak i interesujący nas most nad rzeką Lech (22 kwietnia 1945 w miejscowości Gersthofen).
Po zakończeniu wojny omawiane zniszczenia zostały usunięte jedynie prowizorycznie. Ostateczne przywrócenie świetności przeważnie wysadzonym mostom nastąpiło już w czasach młodej Republiki Federalnej, a części autostrad A5 i A8 były już między 1946 a 1951 wykorzystywane do wyścigów samochodowych Karlsruher Dreiecksrennen, z udziałem słynnych zawodników jak Karl Kling czy Hans Joachim Stuck.
W 1958 roku obok węzła Adelsried poświęcono pierwszy w Niemczech kościół autostradowy, Autobahnkirche Maria, Schutz der Reisenden.
Koncepcje przebiegu większości odcinków A8 powstały już za rządów enesdeapowskich (ówcześnie odc. dwupasmowych) a tunel Lämmerbuckeltunnel mieścił w czasie II wojny światowej fabrykę zbrojeniową.

## Modernizacje

### Rozbudowa odcinka Karlsruhe – Stuttgart
Odcinek Karlsruhe – Pforzheim został częściowo rozbudowany już w latach 90 XX wieku. Na północy Schwarzwaldu zniwelowano odcinki o dużej różnicy wysokości, a jezdnie dwupasmowe poszerzono do trzech pasów z dodatkowym pasem awaryjnym. Obszar Pforzheim do węzła Dreieck Leonberg znajduje się obecnie częściowo w budowie. Odcinek Pforzheim – Wurmberg (nowy – kier. Stuttgart) powinien był być gotowy do Mistrzostw Świata w Piłce Nożnej 2006. Oddanie całości odcinka Heimsheim – Leonberg powinno nastąpić w maju 2008.

### Rozbudowa odcinka między górą Aichelberg a zajazdem Gruibingen

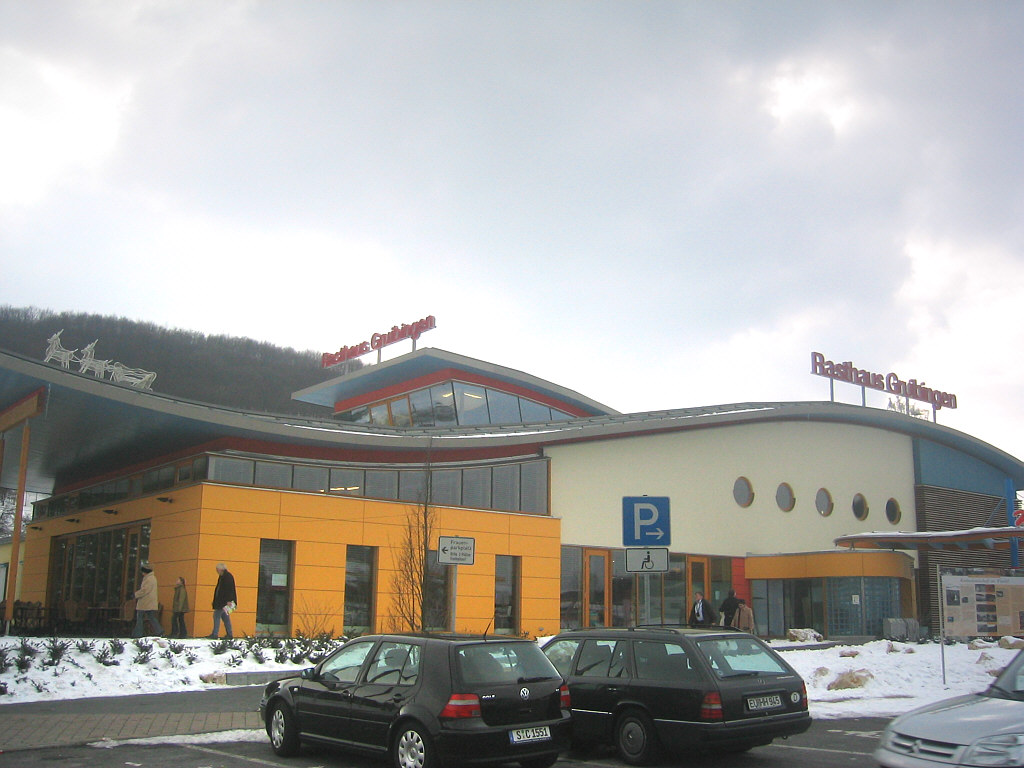
Zajazd Gruibingen

Na południe od Stuttgartu, od węzła Dreieck Leonberg do wiaduktu Aichelberger Viadukt w pobliżu miasta Kirchheim unter Teck, rozbudowano nowocześnie A8 w latach 1985–1990 między innymi ze względu na modernizację lotniska w Stuttgarcie. Obecnie między parkingiem Aichelberg a zajazdem Gruibingen rozbudowano A8 do 3 pasów ruchu w każdym kierunku.

### Rozbudowa między zajazdem Gruibingen a węzłem Mühlhausen
Omawiany odcinek znajduje się obecnie w rozbudowie do 3 pasów ruchu w każdym kierunku. Ukończenie prac szacuje się na 2010 rok.

#### Tunel Gruibingen
Wybudowanie jednonitkowego tunelu o długości 540 m powinno potrwać do 2010 roku. W przekroju poprzecznym tunel będzie prostokątny a wybudowany zostanie metodą odkrywkową. Prace przygotowawcze są w toku już od 2005 roku. Właściwy początek budowy nastąpi jednak pod koniec 2007 roku. Na przygotowanie tunelu o przekroju 21 m² usunąć trzeba 13 000 m³ ziemi i skał. Z powodu szeroko rozumianej ochrony środowiska przyszła jezdnia A8 w kierunku Ulm przebiegać będzie w tunelu, natomiast jezdnia w kierunku na Stuttgart przechodzić ma nad ziemią.

### Rozbudowa między węzłami Mühlhausen a Hohenstadt
Między powyższymi węzłami, począwszy od 2008 roku, planuje się rozbudowanie A8 do 3 pasów ruchu w każdym kierunku. Zatwierdzony już w 2006 roku przebieg trasy zrealizowany zostanie według modelu F, tzn. refinansowany będzie poprzez wprowadzenie poboru opłat na tym 16-kilometrowym odcinku. Początek budowy przewidywany jest na 2008 rok.

### Rozbudowa między Hohenstadt a Ulm
Planuje się rozbudowę autostrady na odcinku 22 km do 3 pasów ruchu w każdym kierunku z dodatkowym poboczem. Poszerzenie rozpoczynać się będzie na obszarze punktu poboru opłat przy Hohenstadt a kończyć na węźle Ulm-West. Warta 148 mln Euro trasa przebiegać będzie w swojej głównej ciągłości, będzie jednak nieco inaczej położona i na innej wysokości. Wiążą się z tym plany położenia w bezpośredniej bliskości trasy szybkiej kolei ICE ze Stuttgartu do Ulm, która przebiegać będzie równolegle do nowej trasy Hohenstadt – Ulm(West). Budowę planuje się na 2016 rok przy współfinansowaniu inwestycji przez kraj związkowy Baden-Württemberg od roku 2009. Ze względu na przebieg zaplanowanej trasy szybkiej kolei ICE, wyjazdy Merklingen i Ulm-West, stacja benzynowa i zajazd Aichen, parkingi z WC Widderstall i Kemmental muszą zostać dopasowane do rozbudowywanej równolegle A8.

### Rozbudowa między Ulm a Monachium
Odcinek autostrady A8 między Ulm a Monachium podzielono prawnie (dla potrzeb budowy) na 2 fragmenty: Ulm – Augsburg oraz Augsburg – München. Obydwa rozbudowane zostaną do 3 pasów ruchu w każdym kierunku. Pierwszy z nich (Ulm-Augsburg) będzie miał 59 km długości, kosztować ma 330 mln Euro a ukończony zostanie w roku 2011. Drugi odcinek (Augsburg-München) długości 43 km pochłonie 230 mln Euro, a całość ma być gotowa jeszcze w 2010 roku.

#### Most nad rzekąLech(Augsburg-Gersthofen)
Najstarsza historia mostu Lech sięga lat 30 XX wieku. Wtedy to, w następstwie budowy autostrady A8 na odcinku München-Ulm w latach 1935/36 wybudowano most łączący dwupasmowo obydwa brzegi rzeki Lech koło miejscowości Gersthofen. Wysadzony w ostatnich dniach II wojny światowej został wkrótce odbudowany, jednak użyte przy tym nieliczne nowe elementy (jak łożyska i filary podpierające) spowodowały, że już w 1982 roku południową część mostu należało gruntownie wyremontować. Użyte do budowy tuż po wojnie elementy stalowe pierwotnego mostu sprawiły, że w 1990 roku pojawiły się rysy w stalowych dźwigarach, wskazujące dobitnie na zmęczenie materiału. Doprowadziło to ostatecznie w sierpniu 2004 do ograniczeń w ruchu samochodów (80 km/h dla samoch. osob. i 60 km/h dla ciężarówek).
Zaplanowano wówczas modernizację A8 w tym miejscu, poprzez zastąpienie „wysłużonego” mostu dwoma nowymi, z których każdy miał mieć po 3 pasy z dodatkowym pasem awaryjnym i kładką dla rowerów. Staranne prace przygotowawcze (usunięcie zalegającej na dnie amunicji z czasów wojny oraz dokładne przygotowanie gruntu pod budowę filarów) okazały się niewystarczające, aby wygrać z naturą. Podczas powodzi w sierpniu 2005 doszło do podmycia prowizorycznego fundamentu wschodniego a nowy most zaczął jednostronnie osiadać. Autostradę zamknięto w tym miejscu całkowicie na cały dzień. W końcu fundament udało się ustabilizować, trwało to jednak do grudnia 2005 roku. Z powodu wyżej omówionych wydarzeń ostateczne ukończenie mostu przeciągnie się do końca 2007 roku. Z przygotowanych 3 pasów ruchu na każdym moście, początkowo planuje się uruchomienie tylko po 2 a pełną „moc” wykorzystywać się będzie po ukończeniu całości odcinka, tj. w 2010 roku.

### Dalsze planowane modernizacje
- Poszerzenie o 3. pas ruchu odcinka między węzłem Pforzheim-Ost a węzłem Dreieck Leonberg (częściowo modernizowana już od 4 stycznia 2006)
- Poszerzenie odcinka między węzłem Merzig-Wellingen a węzłem Merzig-Schwemlingen (potrzeba pierwszoplanowa)
- Poszerzenie o 3. pas ruchu między węzłem Karlsbad a węzłem Pforzheim-West (potrzeba pierwszoplanowa)
- Poszerzenie do 4. pasów ruchu w każdym kierunku między węzłem Leonberg a węzłem Wendlingen (potrzeba dalszoplanowa)
- Poszerzenie do 4. pasów ruchu w każdym kierunku między węzłem Hofoldinger Forst a węzłem Inntal (potrzeba dalszoplanowa)
- Poszerzenie o 3. pas ruchu między węzłem Rosenheim a węzłem Bernau (potrzeba pierwszoplanowa)
- Poszerzenie o 3. pas ruchu między węzłem Bernau a węzłem Felden (potrzeba dalszoplanowa – rozwiązanie formalności prawnych planowania)
- Poszerzenie o 3. pas ruchu między węzłem Felden a granicą państwową Niemcy/Austria (potrzeba dalszoplanowa)